# Sines
Sines (phát âm tiếng Bồ Đào Nha: [sinɨʃ]) là một huyện ở Setúbal, Bồ Đào Nha, với tổng diện tích là 203,0 km² và dân số là 13.531 người. Nó nằm ở trung tâm của bờ biển Alentejo và một phần của Công viên tự nhiên bờ biển Tây Nam Alentejo.
Thị xã này có một lịch sử lâu dài từ thời La Mã cổ đại (lúc đó được gọi là Sinus). Các lâu đài trên vách đá được xây dựng dưới thời vua Pedro, bắt đầu vào năm 1362.
Cho đến đầu những năm 1970 nó đã là một làng đánh cá với một lịch sử lâu dài của mối quan hệ thương mại với các thành phố từ Địa Trung Hải. Bến du thuyền lớn của nó, cùng một đê chắn sóng, là bến du thuyền duy nhất giữa Setúbal và Algarve.
Thị xã hiện đang nhanh chóng mở rộng bởi sự hiện diện của cảng biển sâu của nó và nền tảng công nghiệp.
Kinh tế dựa vào ngành lọc dầu, ngư nghiệp, năng lượng và cảng biển.